# ان‌جی‌سی ۱۵
ان‌جی‌سی ۱۵(به انگلیسی: NGC 15) یک کهکشان حلقوی است که در صورت فلکی اسب بالدار قرار دارد.